# Ковенєв Юрій Олексійович
Ю́рій Олексі́йович Ковенєв (1990—2023) — український військовослужбовець, старший солдат бригади «Азов» НГУ, кавалер ордена «За мужність» ІІІ ступеня (посмертно).

## Життєпис
Народився 29 серпня 1990 в селищі Врадіївка Миколаївської області.
Закінчив Відкритий міжнародний університет розвитку людини «Україна» за спеціальністю бухгалтерський облік.
За фахом працював недовго. Із братом займався бджільництвом, у міжсезоння займався фрілансом.
У 2014—2015 роках брав участь в АТО у складі 79-ї окремої аеромобільної бригади, у 2016—2017 — був в Українській добровольчій армії.
З 2018 року жив у Миколаєві. Останнє місце роботи — «АТБ-маркет».
Маючи бойовий досвід, знову пішов на фронт 2022 року, під час повномасштабної війни. Спочатку служив у 406-й окремій артилерійській бригаді імені генерал-хорунжого Олексія Алмазова ВМСУ ЗСУ.
У 2023 році перевівся до 12-ї бригади спеціального призначення НГУ «Азов».
Загинув на території Серебрянського лісництва поблизу Кремінної Луганської області. У бою з ворогом отримав смертельні поранення внаслідок гранатометного обстрілу
Похований в рідному селищі на Алеї Слави. Залишилися дружина, батьки, брат.

## Нагороди
- «Ветеран війни — учасник бойових дій»
- «Учасник АТО»
- «За участь в антитерористичній операції»
- «Незламним героям російсько-української війни»
- орден «За мужність» ІІІ ступеня (посмертно)
- «Почесний громадянин смт Врадіївка» (посмертно)